# Монте Чичерале (Салерно)
Монте Чичерале је насеље у Италији у округу Салерно, региону Кампанија.
Према процени из 2011. у насељу је живело 312 становника. Насеље се налази на надморској висини од 528 м.